# Listă de scriitori ivorieni
Aceasta este o listă cu scriitorii din Coasta de Fildeș.
- Josette D. Abondio
- Anne-Marie Adiaffi (1951– )
- Marie-Danielle Aka
- Marie Giselle Aka (născută în Liban) (1971– )
- Assamala Amoi, născut în Franța (1960– )
- Michele Assamoua, de origine din Franța (1941– )
- Annick Assemian, născut în Franța (1952– )
- Angèle Bassolé-Ouédraogo, de asemenea, asociat și cu Burkina Faso (1967– )
- Khadi Sy Bizet
- Fatou Bolli
- Tanella Boni
- Isabelle Boni-Claverie
- Marie Anne Caro
- Jeanne de Cavally (1926– )
- Fanny Fatou Cissé (1971– )
- Micheline Coulibaly, născută în Vietnam (1950–2003)
- Bernard Binlin Dadié (1916– )
- Henriette Diabate
- Muriel Diallo (1967– )
- Gina Dick
- Richard Dogbeh, de asemenea, asociat și cu Benin, Senegal și Togo (1932–2003)
- Werewere-Liking Gnepo, de asemenea, asociat și cu Camerun (1950– )
- Gilbert G. Groud (1956– )
- Genevieve Koutou Guhl
- Oklomin Kacou
- Simone Kaya (1937– )
- Fatou Kéita
- Alimatou Koné
- Boundou Koné
- Akissi Kouadio
- Adjoua Flore Kouame (1964– )
- Ahmadou Kourouma (1927–2003)
- Lauryn, de asemenea, asociat și cu Togo și Benin (1978– )
- Manïssa
- Mary Lee Martin-Koné, născută în USA
- Mariama Méité (1967– )
- Isabelle Montplaisir
- Rosalie Nana (1962– )
- Goley Niantié Lou
- Pascale Quao-Gaudens (1963– )
- Cristiane Remino-Granel, născută în Martinica
- Marinette Secco, născută în Franța (1921– )
- Marie-Simone Séri, de asemenea, asociat și cu Burkina Faso
- Haïdara Fatoumata Sirantou
- Véronique Tadjo (1955– )
- Caroline Angèle Yao
- Regina Yaou (1955– )
- Annie Yapobi
- Marion Diby Zinnanti (1960– )